# Ben Villaflor
Ben Villaflor (ur. 10 listopada 1952 w Zamboanga) – filipiński bokser, zawodowy mistrz świata kategorii junior lekkiej.
Rozpoczął karierę boksera zawodowego w 1966. Do końca 1970 boksował na Filipinach. Stoczył w tym okresie 37 walk, z których przegrał tylko cztery i zremisował dwie. W 1971 przeprowadził się na Hawaje, gdzie mieszka do dziś. Po wygraniu kolejnych trzynastu walk dostał szansę walki o tytuł mistrza świata w wadze junior lekkiej (superpiórkowej) organizacji WBA. 25 kwietnia 1972 w Honolulu pokonał dotychczasowego mistrza Alfredo Marcano z Wenezueli jednogłośnie na punkty i  w wieku 19 lat został nowym czempionem tej kategorii.
W pierwszej obronie tytułu mistrzowskiego Villaflor zremisował 5 września 1972 w Honolulu z Victorem Echegarayem, ale w kolejnej stracił tytuł po porażce na punkty z Kuniakim Shibatą 12 marca 1973, również w Honolulu. Villaflor wygrał następnie dwie walki, a w pojedynku rewanżowym ze Shibatą odzyskał mistrzostwo świata, nokautując rywala już w 1. rundzie 17 października 1973 w Honolulu.
Tym razem Villaflor dłużej utrzymał mistrzostwo. W obronie tytułu stoczył następujące pojedynki:
| Data                  | Miejsce     | Oponent          | Wynik                           | Źródło |
| --------------------- | ----------- | ---------------- | ------------------------------- | ------ |
| 13 kwietnia 1974(dts) | Toyama      | Apollo Yoshio    | remis                           | [ 7 ]  |
| 24 sierpnia 1974(dts) | Honolulu    | Yasutsune Uehara | nokaut w 2. rundzie             | [ 8 ]  |
| 13 marca 1975(dts)    | Quezon City | Kim Hyun-chi     | wygrana na punkty               | [ 9 ]  |
| 12 stycznia 1976(dts) | Tokio       | Morito Kashiwaba | techniczny nokaut w 13. rundzie | [ 10 ] |
| 13 kwietnia 1976(dts) | Honolulu    | Samuel Serrano   | remis                           | [ 11 ] |

Werdykt w ostatniej z tych walk był kontrowersyjny, ponieważ zdaniem obserwatorów Serrano zasłużył na zwycięstwo. WBA nakazała stoczenie walki rewanżowej między tymi pięściarzami poza Hawajami. 16 października 1976 w San Juan Serrano zwyciężył na punkty i odebrał Villaflorowi mistrzostwo świata. Byłą to ostatnia walka bokserska Villaflora.
Następnie pracował na Hawajach, będąc m.in. funkcjonariuszem odpowiedzialnym za utrzymanie porządku (Sergeant-at-Arms) w senacie stanowym Hawajów.